# طيران كندا الرحلة 624
طيران كندا الرحلة رقم 624 كانت رحلة داخلية بين مدينتي تورونتو وهاليفاكس و تحطمت في يوم 29 مارس 2015 في مطار هاليفاكس الدولي، هاليفاكس، كندا.

## وصلات خارجية
- Transportation Safety Board of Canada/Bureau de la sécurité des transports
  - "Collision with terrain involving an Air Canada Airbus A320 at Stanfield International Airport, Halifax, Nova Scotia" (بالإنجليزية)
  - "Collision avec le relief d’un Airbus A320 d’Air Canada à l’Aéroport international Stanfield, Halifax (Nouvelle-Écosse)" (بالفرنسية)
- طيران كندا
  - "Air Canada provides Update on AC624" (بالإنجليزية)
  - "Air Canada fait le point sur le vol AC624" (بالفرنسية)
- مكتب التحقيق والتحليل لسلامة الطيران المدني
  - "Vol AC 624, Airbus A320, immatriculé C-FTJP - aéroport international Stanfield Halifax, 29 mars 2015" () (بالفرنسية)
  - "Flight AC 624, Airbus A320, registered C-FTJP - Halifax Stanfield International Airport (Canada), 29 March 2015" (). (بالإنجليزية)